# Fessia
Fessia Speta – rodzaj roślin z rodziny szparagowatych. Obejmuje 13 gatunków występujących w Azji Środkowej, Azji Zachodniej i na Kaukazie.
Nazwa rodzaju odnosi się do pseudonimu austriackiego filozofa i pisarza Bernharda Heindla. 

## Morfologia
PokrójWieloletnie, rośliny zielne.
PędCebula złożona z białych, nachodzących na siebie łuskowatych liści, żyjących około trzech lat, oraz nasad liści właściwych. Okrywa cebuli srebrzystoszarobrązowa lub czarna, wewnątrz fioletowa.
KwiatyZebrane w kwiatostan, wyrastający na obłym na przekroju głąbiku. Niekiedy roślina tworzy więcej niż 1 kwiatostan. Przysadki krótkie. Szypułki proste lub lekko zakrzywione. Listki okwiatu wolne, niebieskie, białawe lub fioletowe. Nitki pręcików nitkowate. Pylniki stosunkowo duże, szaroniebieskie. Zalążnia kulistawa do podługowatej, z 2–7 zalążkami w każdej komorze.
OwoceMięsiste torebki, zawierające kuliste lub łezkowate, czarne nasiona.

## Systematyka
Pozycja systematycznaRodzaj z podplemienia Hyacinthinae, plemienia Hyacintheae, podrodziny Scilloideae z rodziny szparagowatych Asparagaceae.
Wykaz gatunków
- Fessia assadii Malekloo, Hamdi & Jouharchi
- Fessia bisotunensis (Speta) Speta
- Fessia furseorum (Meikle) Speta
- Fessia gorganica (Speta) Speta
- Fessia greilhuberi (Speta) Speta
- Fessia hohenackeri (Fisch. & C.A.Mey.) Speta
- Fessia khorassanica (Meikle) Speta
- Fessia olangensis Zubov & Ruksans
- Fessia parwanica (Speta) Speta
- Fessia purpurea (Griff.) Speta
- Fessia puschkinioides (Regel) Speta
- Fessia raewskiana (Regel) Speta
- Fessia vvedenskyi (Pazij) Speta